# Saïda bint Mansour
Saïda bint Mansour morte en 1023, est une princesse ziride, fille de l'émir Al-Mansur ben Bologhin, est régente de l'émirat de 1016 jusqu'à la majorité de son neveu Al-Muizz ben Badis.

## Biographie
Elle est née au Palais Mansourieh à Kairouan en Tunisie. La princesse était connue pour ses hautes qualités morales, sa pondération et sa sagesse. Elle étudia les sciences et acquit de vastes connaissances, elle fut notamment reconnue pour son intelligence.
Son frère Badis Ben Mansour accéde au pouvoir après la mort de son père en l'an 995. Connaissant les grandes qualités de sa soeur et ses avis avisés, elle partagea les décisions avec son frère (“tukâssimû ma'ahû siyâsèt el mulk") écrit à son sujet Hassan Hosni Abdelwaheb. Elle élabore ainsi avec lui les politiques générales du pays. Son frère constamment occupé à affronter de multiples rebellions, il la charge de gouverner l'État et de subvenir aux besoins de la population en son absence.
Elle se trouvait dans la ville de Mahdia losque son frère Badis meurt à son campement pendant le siège de Kalâat Maghila (mai 1016) . Les dignitaires de l'État à l’unanimité ont décidé de nommer la princesse Saïda comme régente, durant la minorité de son neveu l'émir Al-Muizz ben Badis. Durant cette période de régence, elle pris le commandement et s'est occupée des affaires du gouvernement avec intelligence et sagesse, et a géré admirablement toutes les affaires de l’Ifriquiya avec perspicacité jusqu'à la maturité d'Al-Muizz.
Après sa régence, Saïda aida son neveu, l'émir, à résoudre plusieurs problèmes tels que la guerre entre sunnites et chiites, et grâce à sa sagesse elle a évité au pays plusieurs guerres. Elle a fortement contribué à instaurer le sunnisme aux dépens du chiisme.
Elle est mère d'un fils, Malel, de qui lui vient le surnom Oum Malel Al-Sanhejya,.

## Mort
Ultérieurement elle est tombée malade, et meurt en l'an 1023,. Des obsèques grandioses lui ont été organisées. Elle est enterrée au cimetière des émirs zirides à Monastir, connu sous le nom de cimetière d’ « Essaîda » en son hommage.